# 春野拡幅
春野拡幅（はるのかくふく）は、国道56号（国道197号重複）のうち高知県高知市荒倉から同市春野町弘岡上（旧・吾川郡春野町）の現道幅員7.0ｍを30mに拡幅する事業で延長は、4.4km。幅員が狭く、歩道もなく車両の大型化に伴い慢性的な交通渋滞が発生しその解消や交通事故の減少を主な目的として計画されたものである。

## 概要
- 起点：高知市荒倉[1]
- 終点：高知市春野町弘岡上[1]
- 延長：4.4km[1]
- 規格：第4種第1級[1]
- 車線数：完成4車線[1]
- 道路幅員：30.0m[1]
- 車線幅員：3.5m[1]
- 設計速度：60km/h[1]

## 沿革
- 1974年（昭和49年） 事業着手[1]
- 1986年（昭和61年） 都市計画決定[1]
- 1987年（昭和62年） 用地着手[1]
- 1994年（平成6年）3月 供用（L=1.2㎞）
- 2002年（平成14年）3月29日 完成供用[2]

## 主な構造物
- 荒倉トンネル（高知方面は新荒倉トンネル）